# Fiori per i bastardi di Pizzofalcone
Fiori per i bastardi di Pizzofalcone è un romanzo giallo dello scrittore italiano Maurizio De Giovanni del 2020.
Il romanzo è il nono tra quelli ambientati nel commissariato di Pizzofalcone, ma il decimo con protagonista l'ispettore Giuseppe Lojacono, personaggio che è apparso per la prima volta nel romanzo Il metodo del coccodrillo.

## Trama
È una splendida mattina di primavera, la città è illuminata da una luce perfetta, nell’aria l’odore del mare si mescola al profumo del glicine, della ginestra, dell’anemone. Della rosa. Come può venire in mente di uccidere qualcuno in un giorno come questo, in un posto come questo? Savio Niola, proprietario di uno storico chiosco di fiori, è stato ammazzato. Un delitto che sconvolge Pizzofalcone, perché l’anziano era amato da tutti nel quartiere. Lo consideravano una specie di «nonno civico», che non avendo una famiglia propria si prodigava per quelle degli altri. Aiutava i giovani spingendoli a studiare, cercando di tenerli lontani da strade senza ritorno; chiunque si rivolgesse a lui poteva contare su una parola gentile, su un po’ di attenzione, se necessario su un sostegno materiale. Eppure è stato letteralmente massacrato. Chi può avere tanto odio, tanta rabbia in corpo da compiere un gesto simile? Poco tempo prima l’uomo si era esposto contro il racket che taglieggia i commercianti della zona, ma la pista della criminalità organizzata non convince i Bastardi, ancora una volta alle prese con un caso difficile da cui, forse, dipendono le sorti del commissariato. Un commissariato che, per loro, è ormai molto più di un luogo di lavoro. Come per Savio era il suo chiosco.

## Edizioni
- Maurizio De Giovanni, Fiori per i bastardi di Pizzofalcone, Stile Libero Big, Einaudi, 2020, ISBN 978-88-06-23722-6.